# Фёдор Патрикеевич (псковский князь)
Фёдор Патрикеевич (Федор Патракиевич, Феодор Патрекеевич; ум. 1426 г.) — литовский князь на службе Московского князя, псковский князь (1424—1425).

## Биография
Впервые о нём идёт речь в летописи и договоре, когда он в январе 1421 года принимал участие на съезде под Наровой по подписанию договора между новгородцами и Ливонским орденом. В источниках он упоминается как княжеский наместник в Новгороде и является главенствующим на съезде.
В 1424 году псковичи попросили на псковское княжение князя Василия Дмитриевича, который вместо себя послал Фёдора Патрикеевича. Тот приехал в этом же году 11 июня и был встречен радушно. Однако на следующий год случилась моровая болезнь, из-за чего Фёдор Патрикеевич уехал из Пскова в Москву 22 августа 1425 года; таким образом, он был псковским князем один год и два месяца. Зимой 1426 года князь Фёдор Патрикеевич умер в Москве.

## Семья
Фёдор Патрикеевич является сыном Патрикея Наримунтовича (внук Гедимина) и отцом Василия Фёдоровича, основателя рода Хованских.